# اوگنن
اوگنن (به بلغاری: Ognen) یک منطقهٔ مسکونی در بلغارستان است که در استان بورگاس واقع شده‌است.